# Tiago Ferreira
Tiago Ferreira (Guimarães, Portugal, 16 de abril de 1975) es un exfutbolista portugués. 
Jugaba de portero y pasó gran parte de su carrera en el Sporting CP, con el que ganó la Primeira Liga en el año 2002, entre otros títulos. Tenía el apodo de El Salvador.
- Datos: Q2001511